# Amputació
L'amputació és el seccionament i separació d'una extremitat del cos mitjançant traumatisme (també anomenat avulsió) o cirurgia. Com una mesura quirúrgica, s'utilitza per a controlar el dolor o un procés causat per una malaltia en l'extremitat afectada, per exemple un tumor maligne o una gangrena. En certs casos, la hi realitza en individus com una cirurgia preventiva per a aquest tipus de problemes. En alguns països, l'amputació de les mans o els peus és utilitzada com una forma de càstig per als criminals. En certes cultures o religions, es realitzen amputacions menors o mutilacions com a part de rituals.

## Tipus
Es reconeixen els següents tipus d'amputació:
- Cama
  - Amputació de dits
  - Amputació parcial dempeus (Chopart, Lisfranc)
  - Desarticulació del turmell (Syme, Pyrogoff)
  - Amputació sota el genoll (transtibial)
  - Amputació al genoll (desarticulació del genoll)
  - Amputació a dalt del genoll (transfemoral)
  - Rotació de Van-ness (Rotació del peu i reimplantació de manera que l'articulació del turmell s'utilitza com genoll.)
  - Desarticulació del maluc
  - Amputació en la pelvis
- Braç
  - Amputació de dits
  - Amputació metacarpiana
  - Desarticulació de canell
  - Amputació de l'avantbraç (transradial)
  - Desarticulació del colze
  - Amputació amunt del colze (transhumeral)
  - Desarticulació de l'espatlla i posterior amputació
- Dents
  - L'avulsió de dents, ja sigui per procés patològic o ortodòntic.

Hemicorporectomia, o amputació en la cintura, és el tipus d'amputació més radical.
La modificació i mutilació de genitals pot comprendre el tall de teixit (per exemple en la circumcisió), encara que no necessàriament com a conseqüència d'una ferida o malaltia.
Com a regla es prefereix realitzar amputacions parcials que permeten mantenir la funció de la conjuntura, encara que en cirurgia oncològica es prefereix la desarticulació.

## Raons per a una amputació
- Infecció i/o isquèmia
  - Gangrena (és la causa més freqüent, per diabetis mellitus)
  - Infecció en els ossos (osteomielitis)
- Traumatisme
  - Amputació traumàtica (l'amputació té lloc en l'escena de l'accident, l'extremitat pot haver estat parcialment o totalment seccionada)
  - Ferides severes en els membres, en els quals no es pot salvar el membre, o on els intents de salvar el membre han estat fallits
  - Amputació en l'úter (banda amniòtica)
- Deformitats dels dits o extremitats
- Càncer
  - Tumors cancerosos en ossos (per exemple, osteosarcoma, osteocondroma) o parts toves (per exemple, melanoma) d'una extremitat.
  - Mastectomia (amputació de la mama)

## Mètode

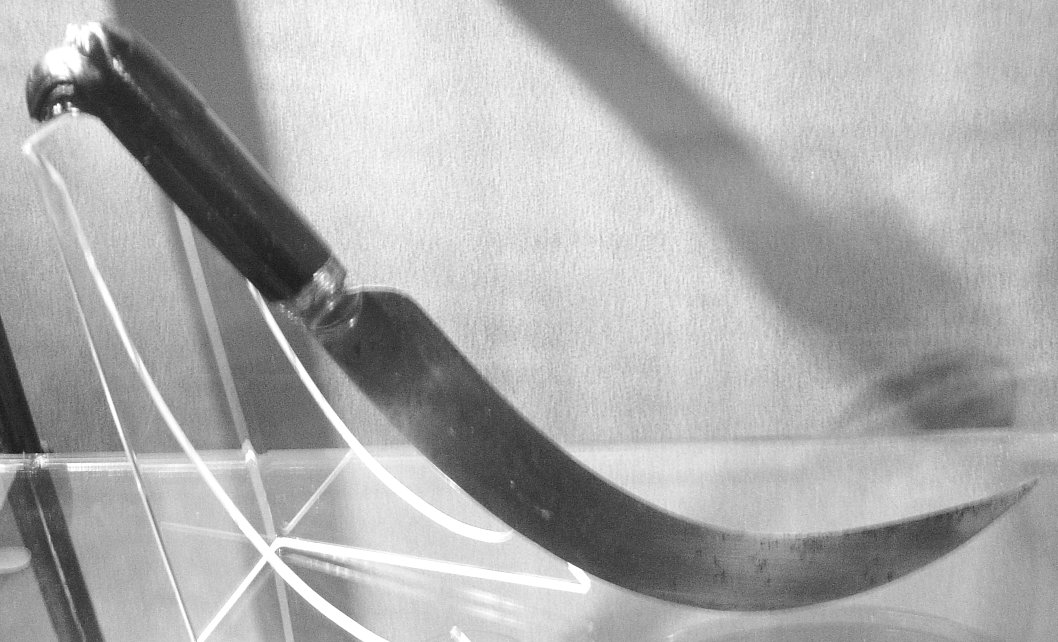
En el passat s'utilitzaven ganivets corbs com aquest per a alguns tipus d'amputacions.

El primer pas és lligar l'artèria i vena que creuen la zona, per prevenir hemorràgia. Els músculs són tallats, i finalment es talla l'os amb una serra oscil·lant. La pell i els trossos de músculs són després armats sobre la zona del monyó, ocasionalment s'insereixen elements per possibilitar la fixació d'una pròtesi.

## Auto-amputació
En alguns casos rars quan una persona ha quedat atrapada en un lloc aïllat, sense possibilitat de comunicar-se o esperança de ser rescatat, la víctima s'ha amputat el seu propi membre:
- El 2003, Aron Ralston de 27 anys es va amputar el seu avantbraç utilitzant la seva pròpia navalla i va partir i va arrencar els dos ossos, després que el seu braç quedés atrapat per una roca mentre escalava a Utah.[2]
- També el 2003, un miner del carbó australià es va amputar el seu propi braç amb un ganivet Stanley després que la màquina carregadora frontal que estava conduint bolqués i quedés atrapat a una distància de tres quilòmetres dins de la mina.[3]